# Biển nhớ
"Biển nhớ" là một ca khúc trữ tình do Trịnh Công Sơn sáng tác năm 1962 lúc ông 23 tuổi (sau bài Hạ trắng và Diễm xưa). Bài hát này đã được rất nhiều ca sĩ thể hiện, thành công nhất là: Khánh Ly - Lệ Thu - Tuấn Ngọc - Hồng Nhung - Quang Dũng.
"Biển nhớ" kể lại những nỗi lòng của người con trai thương nhớ người yêu đã đi xa. Có giả thuyết là câu chuyện và nỗi lòng trong bài hát được lấy cảm hứng từ tâm trạng thật của tác giả Trịnh Công Sơn nhiều đêm ngồi trên bãi biển Quy Nhơn để nhớ về một cô gái tên là Bích Khê, theo đó, cụm từ Sơn Khê (nghĩa chung là núi và sông) cần viết hoa để tạo nghĩa riêng là Trịnh Công Sơn và Bích Khê.